# El Ramal, delstaten Mexiko
El Ramal, även Las Ladrilleras, är en ort i Mexiko, tillhörande kommunen Teoloyucan i delstaten Mexiko. El Ramal ligger i den centrala delen av landet och tillhör Mexico Citys storstadsområde. Orten hade 519 invånare vid folkmätningen 2010.